# Новая Деревня (Гавриловский район)
Новая Деревня — упразднённая деревня в Гавриловском районе Тамбовской области России. На момент упразднения входила в состав Дмитриевского сельсовета. В 2011 году включена в состав села Анненка

## География
Деревня находилась в восточной части Тамбовской области, в лесостепной зоне, в пределах Приволжской возвышенности, на правом берегу реки Средняя Ира, на расстоянии примерно 18 километров (по прямой) к северо-западу от села Гавриловка 2-я, административного центра района.

### Климат
Климат умеренно континентальный, относительно сухой, с холодной продолжительной зимой и тёплым летом. Средняя температура воздуха самого холодного месяца (января) — −11,3 °C (абсолютный минимум — −43 °C); самого тёплого месяца (июля) — 19,7 °C (абсолютный максимум — 39 °С). Среднегодовое количество атмосферных осадков составляет около 500 мм. Продолжительность залегания снежного покрова составляет в среднем 140 дней.

## История
В 2011 году деревни Камчатка, Новая Деревня, Малиновка, Прудки, Рудовские Выселки, Ольшанка включены в состав села Анненка.

## Население
| 2002 | 2010 |
| ---- | ---- |
| 0    | →0   |